# Конститьюшн-хилл
Конститьюшн-хилл (англ. Constitution Hill) — улица в историческом центре Лондона, соединяющая дворцовую площадь Букингемского дворца с Гайд-парком. Представляет собой дорогу длиною около 500 метров, по сторонам которой расположены Грин-парк и высокая ограда с колючей проволокой, за которой находится сад Букингемского дворца.
Несмотря на своё название «hill» (англ. холм, гора), улица расположена на ровной местности с едва заметным уклоном. На карте начала XVII века обозначена как «дорога в Кенсингтон», в том же веке получила современное название благодаря регулярным прогулками короля Карла II (англ. constitutional — утренняя или вечерняя прогулка с целью укрепления физического здоровья). Конец улицы со стороны Гайд-парка с 2002 года оформлен колоннами мемориальных ворот. В перспективе улицы по обеим сторонам открывается вид на Биг-Бен и арку Веллингтона. Как и на парадной улице Мэлл, проезжая часть выложена асфальтом красного цвета. Вдоль улицы тянется платановая аллея.